# Senna benitoensis
Senna benitoensis là một loài thực vật có hoa trong họ Đậu. Loài này được (Britton & Wilson) H.S.Irwin & miêu tả khoa học đầu tiên.